# انجمن نویسندگان علمی‌تخیلی و فانتزی آمریکا
انجمن نویسندگان علمی‌تخیلی و فانتزی آمریکا، که معمولاً با نام SFWA ( ‎/ˈsɪfwə/‎ یا ‎/ˈsɛfwə/‎ ) شناخته می‌شود، یک سازمان ناسودبر از نویسندگان حرفه‌ای علمی تخیلی و فانتزی است. در حالی که SFWA در ایالات متحده مستقر است، هم‌وندی در آن برای نویسندگان در سراسر جهان آزاد است. این سازمان در سال ۱۹۶۵ توسط دیمن نایت با نام نویسندگان علمی‌تخیلی آمریکا گشوده شد. رئیس SFWA تا 1 ژوئیه ۲۰۲۱ جف کندی بوده است.
هموندان کنش‌مند SFWA می‌توانند در رای‌گیری جایزه نبولا ، یکی از جوایز اصلی داستان‌های علمی‌تخیلی انگلیسی‌زبان، شرکت کنند.